# Urban golf

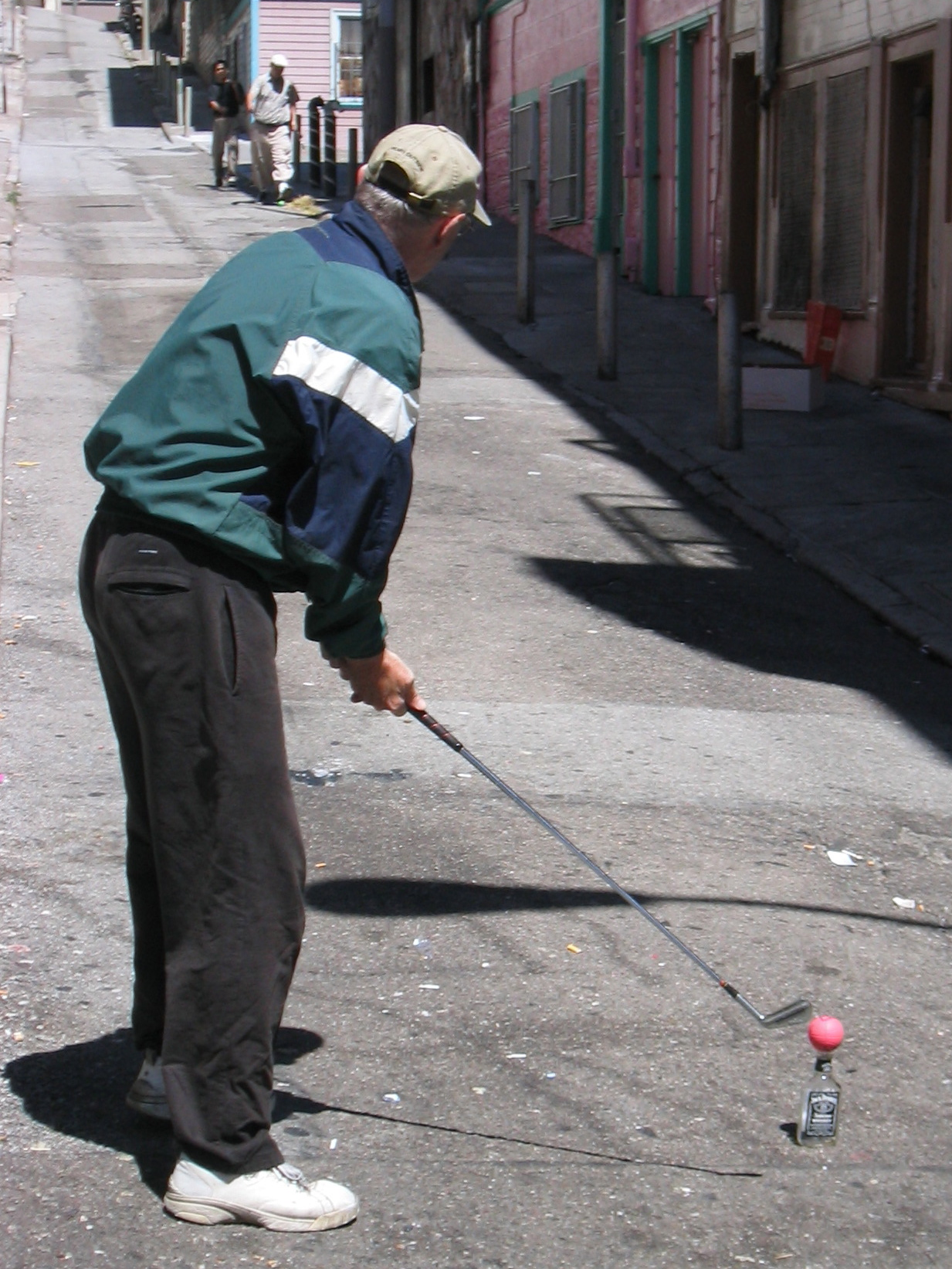
Egy városi golfjátékos

Az urban golf a golfon alapuló, egyénileg és csapatban űzhető sport, amelynek célja egy labda eljuttatása egy megadott célterületre vagy hozzáérintése egy tárgyhoz, egy ütő vagy ütők segítségével.
Az urban golf jelenleg több formában és szabályrendszerrel ismert a világ különböző pontjain, a legenda szerint a sportot először Duncan Thomas játszotta, Edinburghben, 1741-ben. Ismertséget azonban a kilencvenes években szerzett: Thorsten Schilling által Németországban, Brian Jerome Peterson által pedig az Egyesült Államokban.

## Az urban golf alapja
Az urban golf lényege, hogy golfozni bárhol lehet, nem csak a golfpályákon. Emellett nem szükséges bonyolult etikettet követni, vagy különböző ruhákat felvenni hozzá. A golfhoz hasonlóan a pályákon itt is különböző akadályok találhatók, azonban ezek nem tervezettek, hanem természetes elemei a környezetnek, például lehetnek padok, szökőkutak, vagy bármilyen ember által épített vagy nem kijelölt tereptárgyak. Az eredeti golfhoz képest itt gyakran szembesülhetnek a játékosok váratlan külső tényezőkkel, például kutyákkal, kisgyermekekkel vagy egyéb, a természetes közlekedésből adódó szituációkkal.
A szabályok országonként, de akár csapatonként és játékonként is változnak, azonban egy szabályt több forrás is elfogad legfontosabbként:
- első a biztonság.[4][5]

Ez a szabály leginkább azokra az emberekre vagy állatokra, vonatkozik, akik nem játszanak éppen, vagy olyan tárgyakra, amelyek más tulajdonát képezik (autók, ablakok stb.).

## Felszerelés
Az urban golf felszerelés különbözik a hagyományos golfban használt felszereléstől:
- a játékosok kevesebb ütőt használnak, általában vasütőket (jellemzően 6-7-8-9, PW, SW)
- faütők, driverek használata nem jellemző
- biztonsági okokból nem használnak igazi golflabdát, hanem teniszlabdát[4] vagy almostgolflabdát.[6]

### Urban golf a világon
Urban golfot a világ rengeteg pontján játszanak.
A sportág Európában a legelterjedtebb. A következő országokban találhatók csapatok: Belgiumban, Dániában; Franciaországban, Németországban; Magyarországon; Hollandiában, Oroszországban; Svájcban; és az Egyesült Királyságban.
Az amerikai kontinensen Kaliforniában, Floridában, Illinois-ban, New Yorkban, Oregonban, Pennsylvaniában, Washingtonban, Kanadában, Ontarióban és Új-Skóciában.

### Urban golf Magyarországon
A magyarországi urban golf kezdeményei 2012-ig vezethetőek vissza. A "StreetGolfHungary" közösséghez tartozó Facebook oldal (jelenleg már "Urban Golf Hungary" elnevezéssel) 2012. november 9. óta létezik. . A központi információs felületnek szánt www.urbangolf.hu honlap 2015. december 10-én kezdte meg a működését.
Az ismert sportcsapatok: 
Budapesten a Heavy Balls Urban Golf Club Budapest, akik 2014-ben alakultak és több nyílt versenyt is szerveztek már. Például az első magyarországi World Urban Golf Day-t, a Margitszigeten, vagy a Night of the Living Balls-t, egy rendhagyó éjszakai versenyt a Szabadság téren. Taglétszámuk 20 fő körül van.
2015-ben alakult meg budapesten a Drunken Golf Club valamint a Blue Point Recovery Urban Golf Club
További két fővárosi csapat a Swingers with Altitude UGC valamint a Komplett Hundert UGC.
2015-ben alakult meg a magyar játékosokból álló Hungarian Urban Golf Team, akik több eseményen képviselték már Magyarországot. A sportág magyar történetében először Csehországban találkoztak a cseh válogatottal egy felkészülési-barátságos mérkőzés keretében, és részt vettek 2015. május 16-án, Londonban a sportág leghíresebb eseményén, az Urban Golf Európa Kupán (European Urban Golf Cup).
A 2018. szeptember 22-én Párizsban lebonyolított Urban Golf Világbajnokságon (World Urban Golf Cup) a magyar csapat a tíz induló nemzeti válogatott közül – a svájciakkal osztozva – a harmadik helyezést érte el.